# Château du Spesbourg
Le château du Spesbourg est un château fort en ruines situé dans la commune française d'Andlau, dans le département du Bas-Rhin.
Il fait l’objet d’un classement au titre des monuments historiques depuis décembre 1967.

## Toponymie
Le nom Spesbourg est la francisation de l’allemand Spesburg. Ce dernier est lui-même dérivé du moyen haut allemand Spehtzberg, Spechtsberg, en allemand moderne, qui signifie « montagne des pics » et est le nom donné à la montagne.

## Localisation
Le château est installé à l’extrémité d’une crête prolongeant la montagne du Rothmannsberg selon un axe nord-sud. Le site, qui s’élève à 460 m d’altitude, domine la vallée de l’Andlau vers laquelle la pente est particulièrement raide. Si le château est ainsi difficilement accessible sur trois côté, il se trouve en revanche en contrebas du sommet, vers laquelle la pente monte en faible déclivité sur plusieurs centaines de mètres. Cela en fait un point vulnérable du système défensif et la direction d’approche la plus vraisemblable d’une attaque.

## Historique
Aucun document n’évoque le Spesbourg avant 1310, mais les comparaisons avec les autres châteaux proches le datent généralement de la deuxième moitié du XIIIe siècle. De fait, l’hypothèse la plus couramment retenue en attribue la construction à Alexander de Dicka, frère de l’évêque de Strasbourg Heinrich de Dicka. Ce dernier lui confie en 1247 le titre d’avoué de l’abbaye d'Andlau, qu’il a usurpé l’année précédente aux dépens du domaine impérial. Dès sa construction, ou peu de temps après, la propriété du château est partagé avec les Werd, landgraves de Basse-Alsace, sous la forme d’un fief oblat, c’est-à-dire que les Werd remettent immédiatement en fief à Alexander la partie qu’il leur a donné. Bien que du domaine de l’hypothèse, cette action serait une habile manœuvre politique : le château étant bâti sur une terre relevant légalement du domaine impérial, en remettre une partie au représentant de l’empereur sur place permet d’assurer plus solidement sa situation.
La moitié du Spesbourg appartenant aux Dicke reste ensuite dans la famille jusqu’à son extinction causée par la mort de Walter de Dicke à la bataille de Sempach le 9 juillet 1386, bien qu’il l’ait remis en fief à ses parents Walter et Peter d’Andlau en 1383. Ces derniers détenaient déjà l’autre moitié depuis 1352, celle-ci leur ayant été confiée en fief par les landgraves à la demande de Walter de Dicke lui-même. À sa mort, la propriété de sa moitié revient aux Andlau, tandis qu’ils détiennent l’autre en fief de l’évêque de Strasbourg, qui a acquis la charge de landgrave de Basse-Alsace en 1359.
La situation du château dans les siècles qui suivent est mal connue. D’après certains documents, il est pris d’assaut le 29 mars 1432 par Étienne de Bavière, mais il n’y a aucune indication sur l’ensemble du contexte de ce conflit ou son issue. Sa prise a certainement été facilité par l’absence de réserves de vivres et de munitions. Le Spesbourg semble toutefois être rapidement revenu dans la giron des Andlau, qui sont mentionnés comme propriétaires en 1439. Au XVIe siècle, il sert de demeure à l’écoutète d’Andlau et est habité au moins jusqu’en 1550, ce millésime se trouvant sur plaque de cheminée. Il semblerait toutefois qu’il ait été incendié peu après le milieu du XVIe siècle par les bourgeois de Barr, en raison d’un viol commis en cette ville par un habitant du château. Bien qu’il n’y ait pas de certitude, il se pourrait que le château ait été abandonné à la suite de cette affaire, un document de 1689 le décrivant d’une manière laissant à penser qu’il est alors en ruine.
Utilisé comme carrière par les habitants de la région entre la fin du XVIIIe siècle et le début du XIXe siècle, le château est vendu en 1830 par les Andlau au baron Hallez, dont les descendants lèguent le Spesbourg à la commune d’Andlau en 1904. Après avoir fait l’objet de fouilles archéologiques pendant l’opération Taupe entre 1962 et 1965, le château est classé monument historique le 18 décembre 1967. La création en 1985 de l’Association pour la restauration du château du Spesbourg permet de relancer les chantiers de consolidation des ruines, qui font alors l’objet de plusieurs campagnes de travaux, notamment entre 1986 et 1993 et 1999 et 2001.

## Description

### Disposition générale
Le Spesbourg est précédé par un fossé taillé dans la roche qui isole le château du reste de la crête. Situé sur une excroissance rocheuse, le haut-château, bien conservé et reconnaissable, borde la moitié occidentale du fossé. Il comprend notamment le donjon, associé à un mur-bouclier de 2,20 m d'épaisseur, installé dans l’angle nord-ouest, ainsi que le logis seigneurial. Au niveau inférieur de la tour maîtresse on trouve une geôle pourvue de latrines et percée d'une unique fente d'éclairage placée en hauteur.
La basse-cour ferme la moitié orientale du fossé et s’étend au pied du haut-château en direction du sud et de l’ouest. Celle-ci comprenait plusieurs bâtiments adossés à la courtine et au rocher du haut-château, mais le mauvais état de conservation de cette partie ne permet pas d’identifier leur rôle. L’accès se faisait au sud-est par une rampe donnant sur une barbacane ouvrant elle-même vers la basse-cour au nord. Une autre porte existe à l’extrémité occidentale du mur nord de la basse-cour, mais il n’est pas établi s’il s’agissait d’une simple poterne ou de l’emplacement primitif de l’entrée.
Le château est presque entièrement construit en granite, à l’exception du remplage des fenêtres du haut-château, qui est en grès rose ou gris clair.

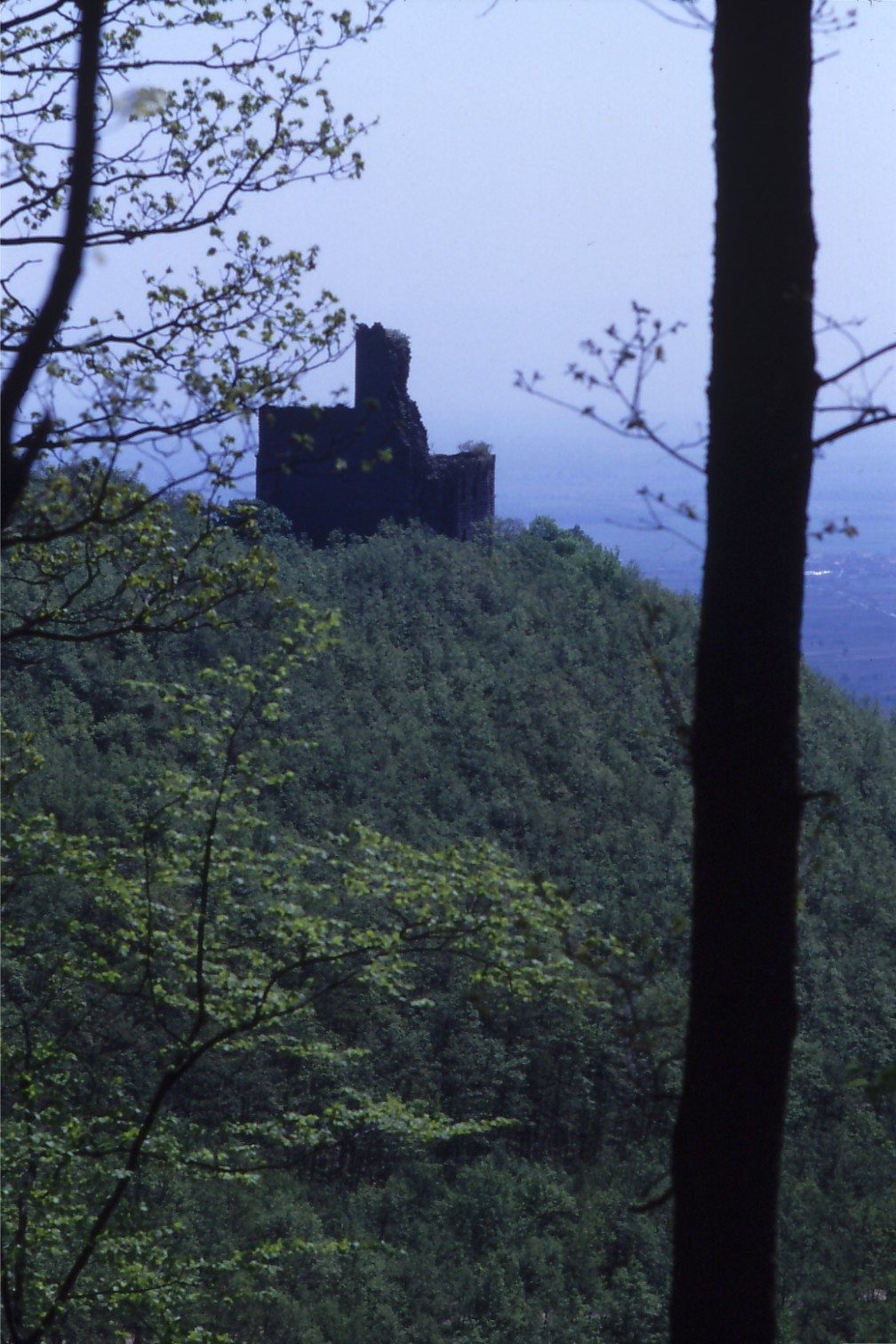
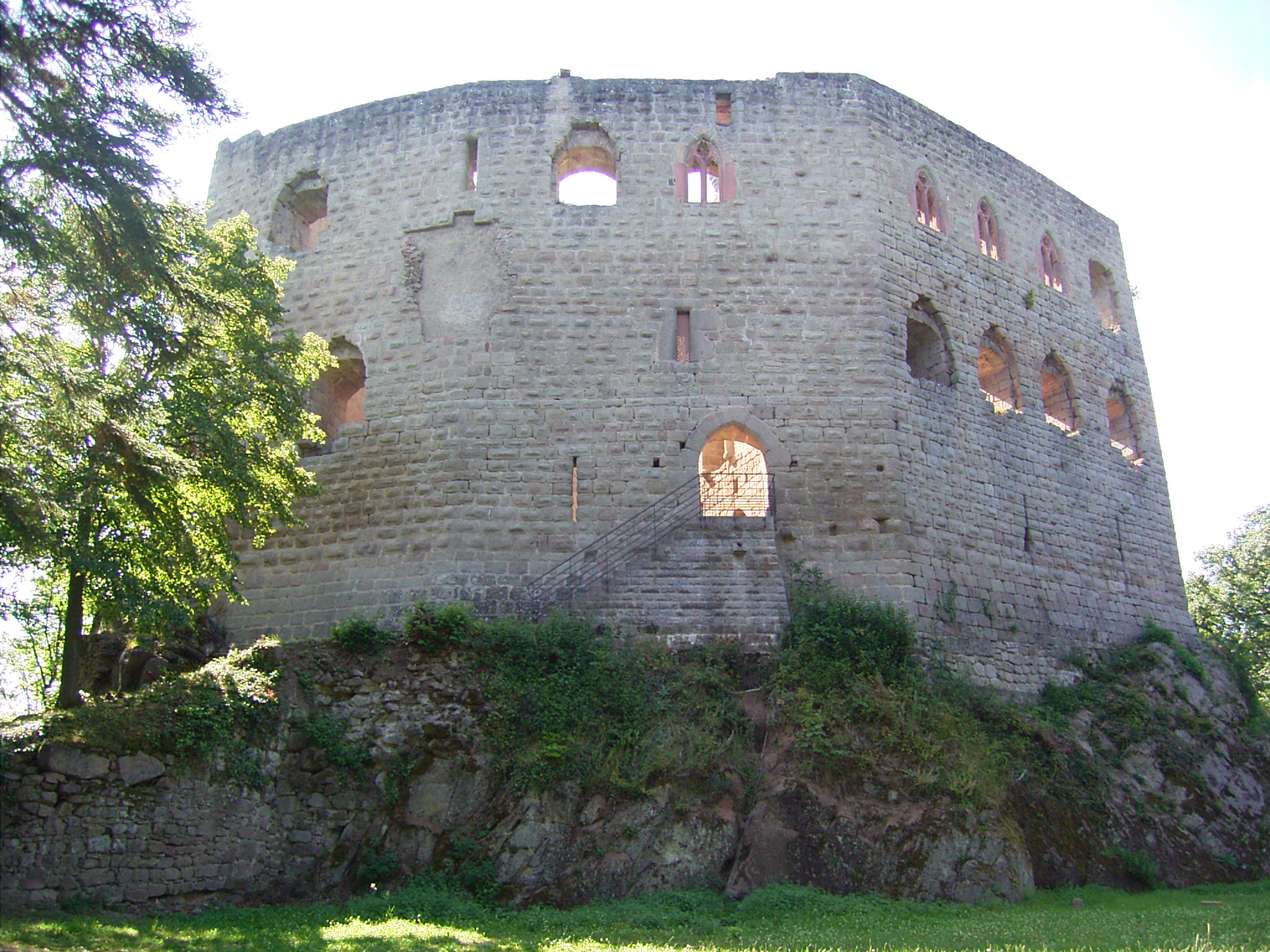